# Rea Irvin
Pour les articles homonymes, voir Irvin.
Rea Irvin (26 août 1881 - 28 mai 1972) était un artiste et graphiste américain. Bien que jamais reconnu officiellement en tant que tel, il a été le premier éditeur d'art du magazine The New Yorker.
Il a dessiné sa première couverture le 21 février 1925: un gentleman servant de mascotte au journal, connu sous le nom d'Eustace Tilley. Ce personnage était le héros d'une série parue dans The New Yorker intitulée The Making of a Magazine, La fabrication d'un magazine.
Pour créer ce personnage, Rea Irvin s'est inspiré d'une caricature du comte Alfred d'Orsay, par James Baillie Fraser, qui a été publiée dans l'Encyclopædia Britannica en 1834. Cette image et ses variantes seront utilisées pour chaque Une de numéro anniversaire du magazine. Le personnage, devenu mascotte, illustrera l'esprit de chaque décennie.
Il a également réalisé de nombreuses affiches publicitaires, les plus célèbres sont celles des cigarettes Murad (en).

## Galerie

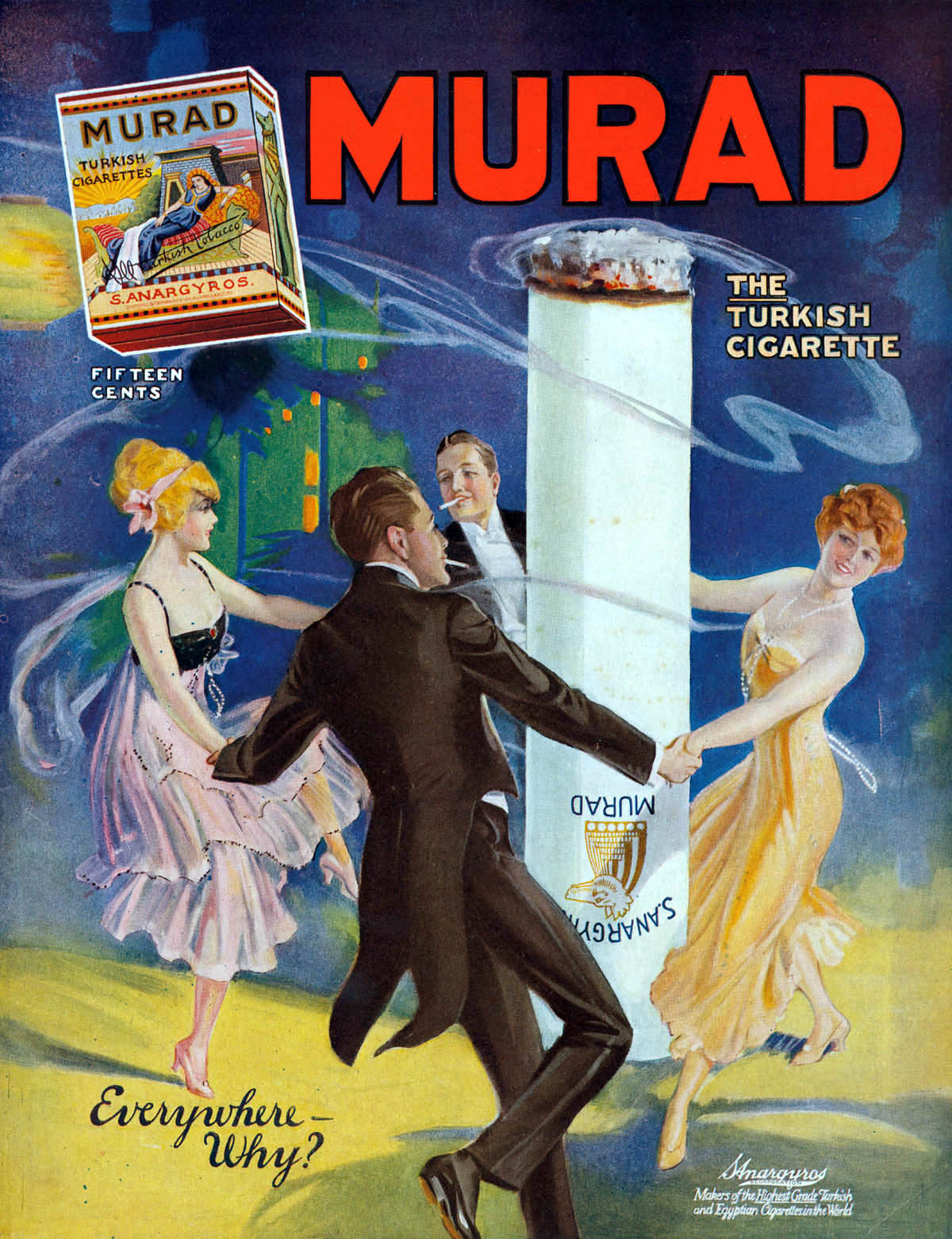
Publicité pour les cigarettes Murad (en) par Rea Irvin, 1910
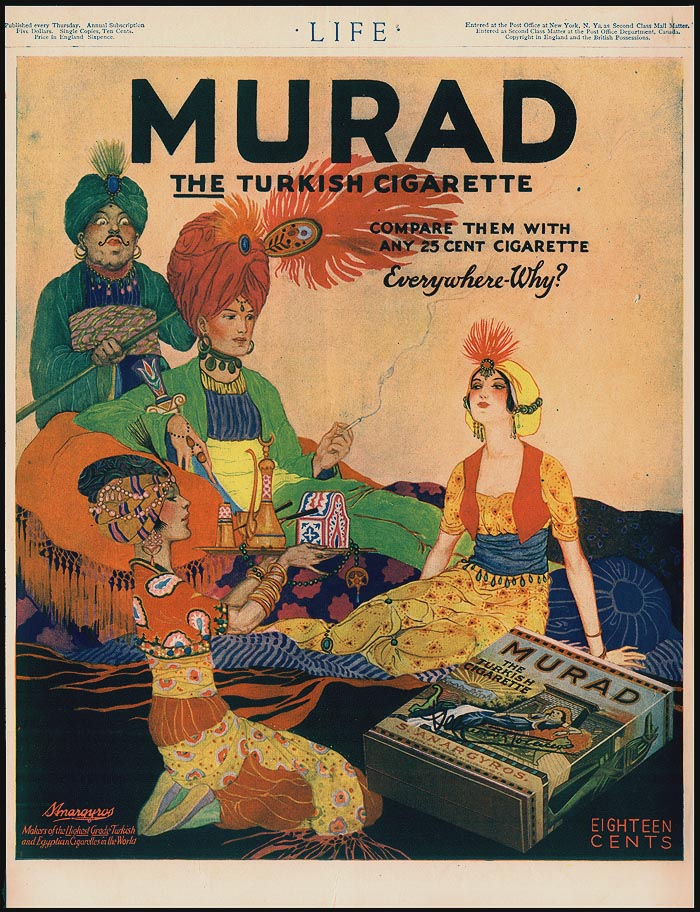
Publicité pour les cigarettes Murad (en) par Rea Irvin, 1918
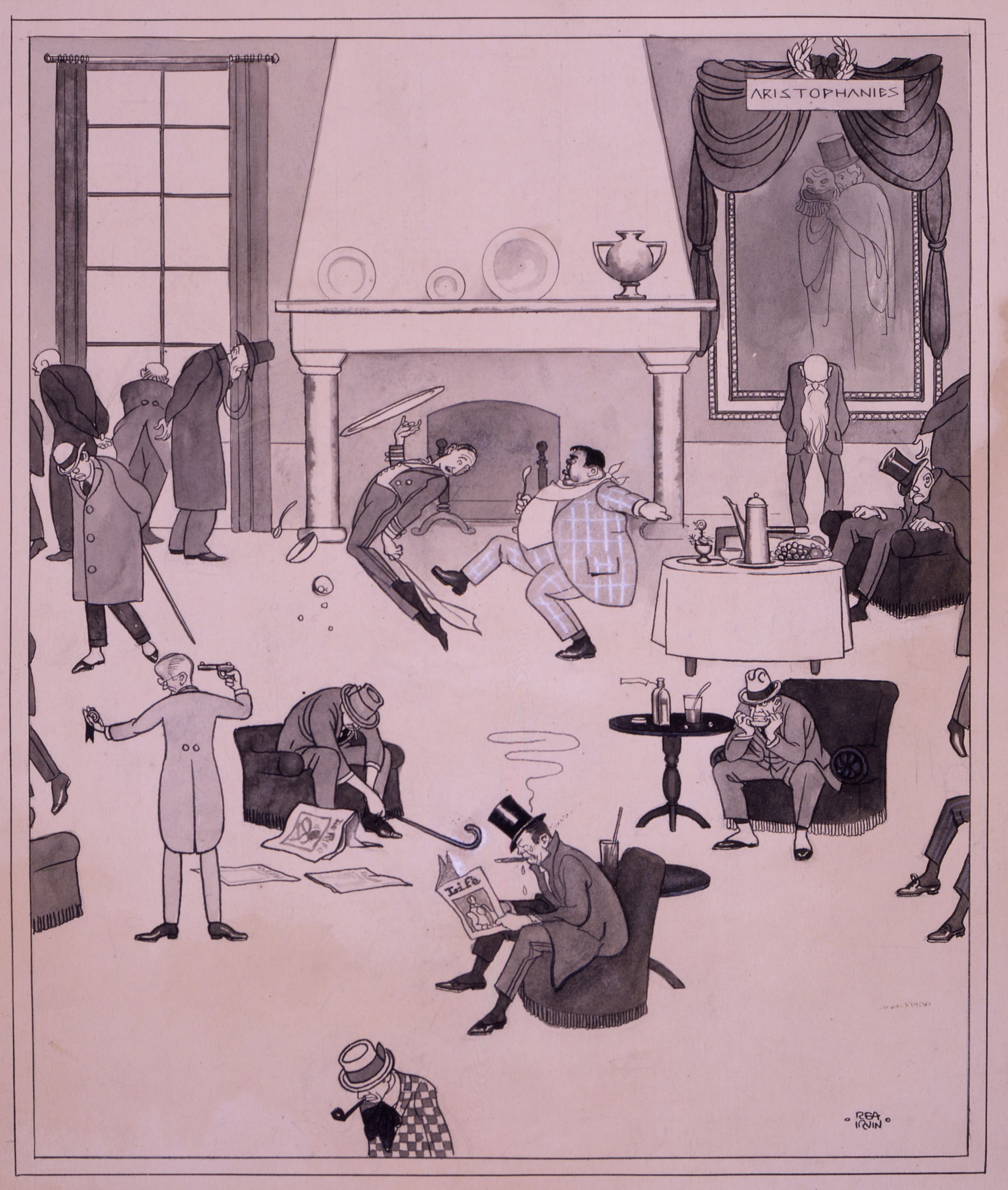
Le club des humoristes professionnels, dessin de Rea Irvin de 1914, publié dans le magazine Life le 22 octobre 1914
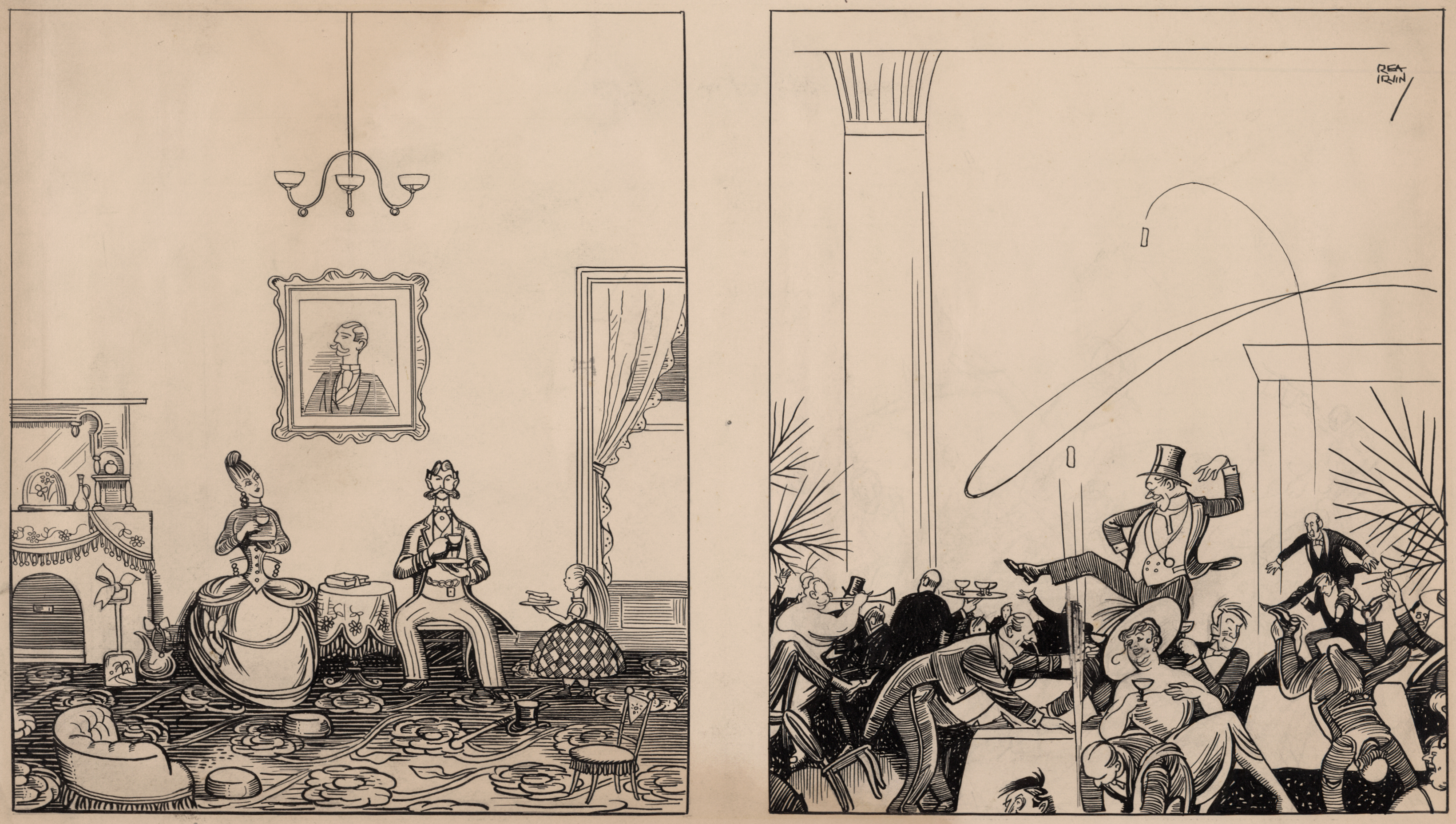
Dessin caricatural de Rea Irvin comparant la célébration du Nouvel An 1917 à celle de 50 ans auparavant, en 1867